# Emilia Kiereś
Emilia Kiereś, (ur. 12 lutego 1981 w Poznaniu) – autorka i tłumaczka książek dla dzieci i młodzieży.

## Życiorys
Ukończyła poznańskie Liceum Ogólnokształcące św. Marii Magdaleny; jest absolwentką Wydziału Filologii Polskiej UAM w Poznaniu.
Zanim zaczęła pisać książki, zajmowała się tłumaczeniem literatury dziecięcej i młodzieżowej z języka angielskiego oraz redakcją tekstów literackich.

## Życie prywatne
Emilia Kiereś jest córką pisarki Małgorzaty Musierowicz, siostrzenicą poety i tłumacza Stanisława Barańczaka.

## Twórczość
Zadebiutowała w 2010 książką dla dzieci Srebrny dzwoneczek, która została wpisana na listę Białych Kruków Internationale Jugendbibliothek w Monachium (2011).
Druga powieść dla młodych czytelników, Brat (2011) przyniosła autorce wyróżnienie jury 19. Ogólnopolskiej Nagrody Literackiej im. Kornela Makuszyńskiego, wyróżnienie w konkursie Książka Przyjazna Dziecku oraz nominację do nagrody Dobre Strony (2012).
Kolejne powieści autorki, np. Rzeka, laureatka honorowego wyróżnienia jury oraz jury dziecięcego w konkursie Książka Przyjazna Dziecku (2015) czy Lapis, nominowana w konkursie Książka Roku Polskiej Sekcji IBBY (2021), zostały docenione przez jurorów ogólnopolskich konkursów literackich, sama autorka zaś została w 2012 laureatką nagrody „Guliwer w krainie Olbrzymów”. Powieść Rzeka została w 2021 wpisana na listę lektur uzupełniających dla klas 4-6.
Do części swoich książek autorka wykonała okładki i ilustracje.
Emilia Kiereś jest też tłumaczką. Przełożyła na język polski sześćdziesiąt tytułów. Jej poetycki przekład tekstu There Was an Old Lady/Była raz starsza pani z ilustracjami Abnera Graboffa został wpisany na Listę Skarbów Książki Dziecięcej oraz na IBBY Honour List 2022 w kategorii „Przekład”.
Powieści dla dzieci i młodzieży:
- Srebrny dzwoneczek, Akapit Press, Łódź 2010/HarperKids, Warszawa 2021 (część I serii)
- Brat, Akapit Press, Łódź 2011
- Łowy, Akapit Press, Łódź 2012
- Kwadrans, Akapit Press, Łódź 2013/Wydawnictwo Kropka, Warszawa 2022
- Rzeka, Akapit Press, Łódź 2014/Nasza Księgarnia, Warszawa 2022
- Haczyk, Akapit Press, Łódź 2016
- Złota gwiazdka, Akapit Press, Łódź 2018/HarperKids, Warszawa 2021 (część II serii)
- Miedziany Listek, Akapit Press, Łódź 2019/HarperKids, Warszawa 2022 (część III serii)
- Przepowiednia, Akapit Press, Łódź 2020
- Lapis, Wydawnictwo Kropka, Warszawa 2021
- Cynowy rycerzyk, HarperKids, Warszawa 2022 (część IV serii)
- Cacko, Bis, Warszawa 2024[5]
- Szkatułka. Muzyka spoza czasu, Bis, Warszawa 2025[6]

Gawędy dla młodych czytelników:
- Adam Mickiewicz, Ballady i romanse z komentarzami Emilii Kiereś, ART Egmont, Warszawa 2018/Labreto-Legimi, Poznań 2023 (e-book i audiobook)
- O kolędach. Gawęda, Wydawnictwo Kropka, Warszawa 2020

Współautorstwo:
- Na Jowisza! Uzupełniam Jeżycjadę, Małgorzata Musierowicz i Emilia Kiereś, Egmont, Warszawa 2020/HarperCollins, Warszawa 2020
- Na Jowisza! 2 – Nadal uzupełniam Jeżycjadę, Małgorzata Musierowicz i Emilia Kiereś, HarperCollins, Warszawa 2021

Prace zbiorowe:
- Sylaboratorium, czyli leksykon młodego erudyty, ART Egmont, Warszawa 2017 (teksty: Capstrzyk, Fortel, Hołubiec, Trybunał, Żagiew)

Udział w antologiach:
- Kociołek opowieści, seria Poczytaj ze mną, HarperKids, Warszawa 2020 (baśń: O rybaku, który szukał księżyca)
- 12 supermocy. Polscy autorzy o tym, jak budować poczucie własnej wartości, Papilon, Poznań 2024 (opowiadanie: Pozytywne relacje, czyli Połączeni jak koraliki)[7]

Wydania zagraniczne:
- Lapis. Paslapčių miestas (tytuł oryginału polskiego: Lapis), przekład na język litewski: Irena Aleksaitė, wydawnictwo Debesų ganyklos, Wilno 2025[8]

## Wybrane przekłady
- Lidia Branković, Hotel dla uczuć (The Grand Hotel of Feelings), Wydawnictwo Kropka, Warszawa 2023[9]
- Joseph Kuefler, Koparka i motyl (The Digger and the Butterfly), Wydawnictwo Frajda, Poznań 2023[10]
- Joseph Kuefler, Po drugiej stronie stawu (Beyond the pond, 2015), Wydawnictwo Frajda, Poznań 2023[11]
- Emily Hawkins, Jessica Roux, Historia naturalna syren (A Natural History of Mermaids), HarperKids, Warszawa 2023
- Joseph Kuefler, Większy niż trzmiel (Bigger then a Bumblebee), Wydawnictwo Frajda, Poznań 2023
- Joseph Kuefler, Poduszki (Pillow Places), Wydawnictwo Frajda, Poznań 2023
- Joseph Kuefler, Koparka i kwiat (The Digger and the Flower), Wydawnictwo Frajda, Poznań 2022
- Joseph Kuefler, Koparka i kaczuszka (The Digger and the Duckling), Wydawnictwo Frajda, Poznań 2022
- Joseph Kuefler, Władcy podwórka (Rulers of the Playground), Wydawnictwo Frajda, Poznań 2022
- Ellen Raskin, Gra o spadek (The Westing Game), Wydawnictwo Kropka, Warszawa 2022
- Emily Hawkins, Historia naturalna wróżek (Natural History of Fairies), HarperKids, Warszawa 2022
- Alan Mills, Abner Graboff, Żarłoczny koziołek (The Hungry Goat), Wydawnictwo Kropka, Warszawa 2021
- Blossom Budney, Vladimir Bobri(inne języki), Na okrągło (What Is Round?), Wydawnictwo Kropka, Warszawa 2021
- Annie Barrows, Nierozłączki. Lilka i Pestka ratują świat (Ivy and Bean. What’s the Big Idea?), HarperKids 2021
- Annie Barrows, Nierozłączki. Lilka i Pestka wydają gazetę (Ivy and Bean. No News is Good News), HarperKids 2021
- Abner Graboff, Co potrafią koty? (What Can Cats Do?), Wydawnictwo Kropka, Warszawa 2020
- Abner Graboff, Była raz starsza pani (There Was An Old Lady), Wydawnictwo Kropka, Warszawa 2020
- Annie Barrows, Nierozłączki. I jak tu być grzeczną? (Ivy and Bean. Bound to be bad), HarperKids 2020
- Annie Barrows, Nierozłączki. Skazane na balet (Ivy and Bean. Doomed to Dance), HarperKids 2020
- Annie Barrows, Nierozłączki. Heca z opiekunką (Ivy and Bean Take Care of the Babysitter), Egmont 2019
- Annie Barrows, Nierozłączki. Lilka i Pestka biją rekord świata (Ivy and Bean Break the Fossil Record), Egmont 2019
- Annie Barrows, Nierozłączki. Duch, który musiał odejść (Ivy and Bean, and the ghost that had to go, The Ivy & Bean series), Egmont, Warszawa 2019
- Annie Barrows, Nierozłączki. Lilka i Pestka (Ivy and Bean, The Ivy & Bean series), Egmont, Warszawa 2019
- George MacDonald, Lekka księżniczka i inne baśnie, Wydawnictwo W Drodze, Poznań 2017
- Joss Stirling, Wyklęta (Struck), Akapit Press, Łódź 2016
- Elizabeth LaBan, Zaliczenie z tragedii (The Tragedy Paper), Akapit Press, Łódź 2014
- Katherine Catmull, Lato i Ptaszynka (Summer and Bird), Akapit Press, Łódź 2014
- Marianne Malone, Tajemnica klucza (The Secret of the Key), Akapit Press, Łódź 2014
- Marianne Malone, Piracka moneta (Pirate's coin), Akapit Press, Łódź 2013
- Coleen Murtagh Paratore, Kroniki Amora (The Cupid Chronicles), Akapit Press, Łódź 2013
- Coleen Murtagh Paratore, Powiedz: tak! (The Wedding Planner's Daughter), Akapit Press, Łódź 2012
- Cathy Cassidy, Daizy Star na wybiegu (Strike a Pose, Daizy Star), Akapit Press, Łódź 2012
- Cathy Cassidy, Anielski tort (Angel Cake), Akapit Press, Łódź 2011
- Marianne Malone, Złodziejka czarów (Stealing Magic), Akapit Press, Łódź 2011
- Marianne Malone, 68 pokojów (The sixty-eight Rooms), Akapit Press, Łódź 2010
- Meg Harper, Moja mama i zielonooki potwór (My Mum and the Green-eyed Monster), Akapit Press 2010
- Meg Harper, Moja mama i pies z piekła rodem (My Mum and the Hound from Hell), Akapit Press 2009
- Kathleen Duey, Święte blizny (Sacred Scars), Akapit Press, Łódź 2009
- Kathleen Duey, Głód dotyku (Skin Hunger), Akapit Press, Łódź 2009

## Nagrody i wyróżnienia
- 2010 – Nagroda czytelników w kategorii „Książka dla najmłodszych” w konkursie wortalu literackiego granice.pl „Najlepsza książka dla młodych czytelników” (za książkę Srebrny dzwoneczek)
- 2011 – Wpis na listę Białych Kruków Internationale Jugendbibliothek w Monachium (Srebrny dzwoneczek)[1]
- 2012 – Nominacja do nagrody Dobre Strony (za książkę Brat)
- 2012 – Wyróżnienie jury 19. Ogólnopolskiej Nagrody Literackiej im. Kornela Makuszyńskiego (za książkę Brat)[2]
- 2012 – Nagroda „Guliwer w krainie Olbrzymów” – przyznana przez redakcję czasopisma o książce dla dziecka Guliwer.
- 2013 – Wyróżnienie w konkursie „Książka Przyjazna Dziecku” (za książkę Brat)
- 2014 – Nominacja do 21. Ogólnopolskiej Nagrody Literackiej im. Kornela Makuszyńskiego (za książkę Kwadrans)[2]
- 2015 – Nominacja do 22. Ogólnopolskiej Nagrody Literackiej im. Kornela Makuszyńskiego (za książkę Rzeka)
- 2015 – Wyróżnienie w II konkursie „Książka Przyjazna Dziecku” (za książkę Rzeka)
- 2015 – Wyróżnienie honorowe jury dziecięcego w II konkursie „Książka Przyjazna Dziecku” (za książkę Rzeka)
- 2016 – Nominacja jury oraz internautów w plebiscycie wortalu literackiego granice.pl „Najlepsza książka na lato”, w kategorii „Książka dla młodzieży” (za książkę Haczyk)
- 2017 – Nominacja do 24. Ogólnopolskiej Nagrody Literackiej im. Kornela Makuszyńskiego (za książkę Haczyk)
- 2017 – Wpis na Listę BIS Polskiej Sekcji IBBY[12] (za książkę Haczyk)
- 2018 – Nagroda jury w kategorii „Dla starszych dzieci” w konkursie wortalu literackiego granice.pl „Najlepsza książka na zimę” (za książkę Złota gwiazdka)
- 2018 – Wyróżnienie w XVI edycji konkursu „Świat przyjazny dziecku”, organizowanego przez Komitet Ochrony Praw Dziecka (za książkę Sylaboratorium, czyli leksykon młodego erudyty)[13]
- 2019 – Nominacja w Plebiscycie blogerów Książka dla niedorosłych „Lokomotywa 2018” w kategorii „Od A do Z” (za książkę: Adam Mickiewicz, „Ballady i romanse” z komentarzami Emilii Kiereś'')[14]
- 2019 – Wyróżnienie w IV konkursie „Książka Przyjazna Dziecku” (za książkę Złota gwiazdka)
- 2020 – Nominacja do 27. Ogólnopolskiej Nagrody Literackiej im. Kornela Makuszyńskiego (za książkę Miedziany Listek)
- 2021 – Nominacja w Plebiscycie blogerów – Książka dla niedorosłych „Lokomotywa 2020” w kategorii „Od A do Z” (za książkę O kolędach. Gawęda)[15]
- 2021 – Nominacja w Plebiscycie blogerów – Książka dla niedorosłych „Lokomotywa 2020” w kategorii „Przekład” (za przekład książki Była raz starsza pani)[15]
- 2021 – Nominacja w plebiscycie Książka Roku 2020 Lubimyczytac.pl i Allegro w kategorii Literatura dziecięca (za książkę Przepowiednia)[16]
- 2021 – Nagroda im. Józefa Łukaszewicza – Posnaniana 2020, wraz z Małgorzatą Musierowicz (za książkę Na Jowisza! Uzupełniam Jeżycjadę)[17]
- 2021 – Lista Skarbów Muzeum Książki Dziecięcej (za przekład książki Była raz starsza pani Abnera Graboffa)[18]
- 2021 – Nominacja do Nagrody im. Ferdynanda Wspaniałego (O kolędach. Gawęda)[19]
- 2021 – Nagroda jury w plebiscycie Najlepsza książka na zimę organizowanym przez serwis Granice.pl, w kategorii „Dla dzieci” (Srebrny dzwoneczek)[20]
- 2021 – Nominacja w konkursie Książka Roku 2021 Polskiej Sekcji IBBY (Lapis)[21]
- 2022 – Wpis na Listę Honorową IBBY 2022 (IBBY Honour List 2022) w kategorii „Przekład” (za przekład książki Była raz starsza pani)
- 2023 - Nominacja w Plebiscycie blogerów Książka dla niedorosłych „Lokomotywa 2022” w kategorii "Przekład" (za przekład książki Ellen Raskin Gra o spadek)[22]
- 2023 - Nominacja w konkursie 30. Nagrody Literackiej im. Kornela Makuszyńskiego (Cynowy rycerzyk)[23]
- 2024 - Nagroda jury w plebiscycie serwisu granice.pl "Najlepsza książka na zimę" w kategorii "Dla najmłodszych" (Cacko)[24]
- 2025 - Nagroda jury w plebiscycie serwisu granice.pl "Książka Roku 2024" w kategorii "Dla najmłodszych" (Cacko)[25]
- 2025 - Nominacja do Literackiej Nagrody Wielkopolskich Czytelników (za książkę Cacko)[26]
- 2025 - Nagroda internautów w plebiscycie Najlepsza książka na lato organizowanym przez serwis Granice.pl w kategorii „Dla młodzieży” (Szkatułka)[27]
- 2025 - Nominacja do 32. Ogólnopolskiej Nagrody Literackiej im. Kornela Makuszyńskiego (Cacko)[28]